# Cheilosia convexifrons
Cheilosia convexifrons är en tvåvingeart som beskrevs av Stackelberg 1963. Cheilosia convexifrons ingår i släktet örtblomflugor, och familjen blomflugor. Inga underarter finns listade i Catalogue of Life.